# Eveslogita
L'eveslogita és un mineral de la classe dels silicats. Va ser anomenada en honor de la seva localitat tipus.

## Característiques
L'eveslogita és un silicat de fórmula química (Ca,K,Na,Sr,Ba)48 (Ti,Nb,Fe,Mn)₁₂(OH)₁₂Si48O144(OH,F,Cl)14. Cristal·litza en el sistema monoclínic. La seva duresa a l'escala de Mohs és 5.
Segons la classificació de Nickel-Strunz, l'eveslogita pertany a «09.DG - Inosilicats amb 3 cadenes senzilles i múltiples periòdiques» juntament amb els següents minerals: bustamita, ferrobustamita, pectolita, serandita, wol·lastonita, wol·lastonita-1A, cascandita, plombierita, clinotobermorita, riversideïta, tobermorita, foshagita, jennita, paraumbita, umbita, sørensenita, xonotlita, hil·lebrandita, zorita, chivruaïta, haineaultita, epididimita, eudidimita, elpidita, fenaksita, litidionita, manaksita, tinaksita, tokkoïta, senkevichita, canasita, fluorcanasita, miserita, frankamenita, charoïta i yuksporita.

## Formació i jaciments
L'eveslogita va ser descoberta al congost Fersman, al mont Eveslogtxorr (massís de Khibini, Península de Kola, Rússia). És tracta de l'únic indret on ha estat trobada aquesta espècie mineral.